# Lavertezzo

Riazzino

Lavertezzo is een gemeente in het Zwitserse bergdal Valle Verzasca en behoort tot het kanton Ticino.
Lavertezzo omvatte twee van elkaar gescheiden gebieden. Het grootste deel, Lavertezzo Valle, in het noorden, omvatte de plaats Lavertezzo. Op 18 oktober 2020 werd dit deel van de gemeente opgenomen in de op die dag gevormde gemeente Verzasca, waarvan Lavertezzo de hoofdplaats werd. Ten zuiden van deze fusiegemeente bevind zich het andere deel van de voormalige gemeente Lavertezzo, met de deelgemeente Riazzino, dat de huidige gemeente Lavertezzo vormt.

## Geboren
- Tanja Goricanec (1990), beachvolleyballer